# 西長田百合之里站
西長田百合之里站（日语：／ Nishinagata-Yurinosato eki */?）是位於福井縣坂井市坂井町下兵庫，越前鐵道的三國蘆原線車站。車站編號為E35。星期一至六早上有兩班區間車以本站為起訖站，也是現時三國蘆原線上唯一的區間車總站。

## 歷史
- 1928年12月30日：三國蘆原電鐵福井口站至蘆原站（現時：蘆原湯之町站）之間開通，西長田站啟用[1][2]。
- 1931年6月15日：丸岡鐵道線（後來為京福電氣鐵道丸岡線（日语：丸岡線））此站至丸岡站開通[3]。
- 1942年8月1日：京福電氣鐵道收購合併三國蘆原電鐵，三國蘆原電鐵變為京福電氣鐵道三國蘆原線車站[4]。
- 1944年12月1日：丸岡鐵道合併至京福電氣鐵道[4]。
- 1968年7月11日：丸岡線廢線[5][6]。
- 2001年6月25日：由於越前本線事故（日语：京福電気鉄道越前本線列車衝突事故），京福電氣鐵道被勒令停運所有路線，本站亦被暫停服務[7][8]。
- 2003年：

- 2月1日：車站設施轉讓至越前鐵道。
- 7月20日：福井口至本站一段重開。
- 8月10日：本站至三國港之間重開。

- 2017年3月25日：車站改名為西長田百合之里站[11][12][13]。
- 2021年4月29日：新站房開始使用[14][15]。
- 2024年10月11日：越前鐵道及福井鐵道均可使用ICOCA及全國通用IC卡付款[16][17]。

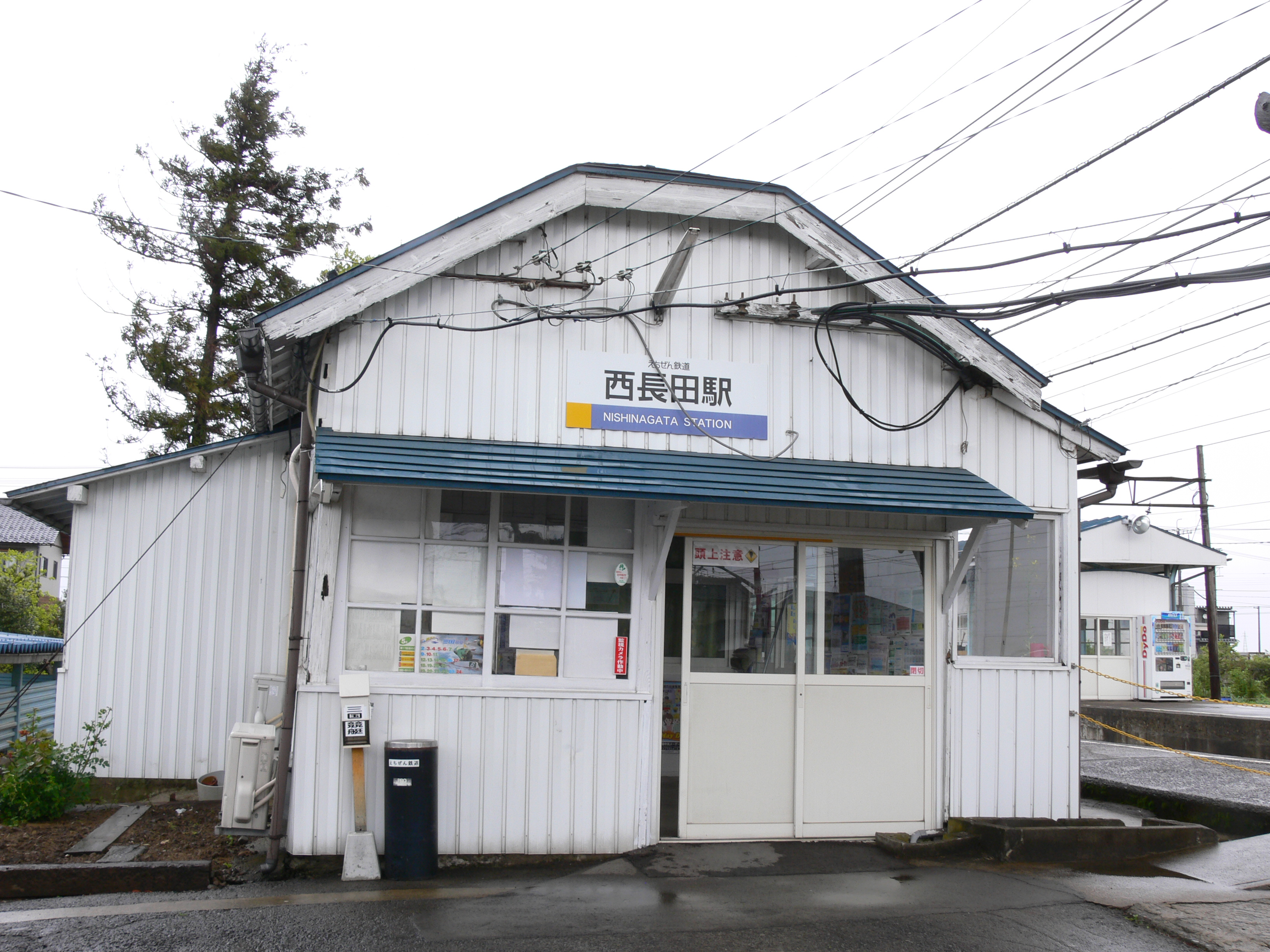
站名改名前的舊車站大樓 （2009年5月）

## 車站構造
車站大樓是一座木製建築物。此站至三國港站之間開通起至2006年（平成18年）11月，此站仍然是無人車站，同年12月起只有平日（早上和深夜除外）才有聯員當值。
車站是一座地面車站，設有2面3線月台。當中，鄰接車站大樓與候車室的月台是1面1線的單式月台（三國港方向），對面設有島式月台（福井方向），在島式月台上設有候車室。各月台之間設有站內平交道（設有遮斷機）。
上行線和下行線兩方向均設有出發信號機。列車到達任何月台均可折返。當中多數列車於下行線折返，包括從此站出發的列車和試行列車。
上行線三國方向的出發信號機在車站啟用後才設置。
島式月台東邊設有丸岡線到發線的遺址。另外該處於車站啟用當初已經設有維修路軌小屋，現已撤走。在西邊的變電站也遷移了。而側線則有所縮短。

### 月台
| 月台         | 路線        | 上下行   | 方向     | 備註                                                 |
| ------------ | ----------- | -------- | -------- | ---------------------------------------------------- |
| 車站大樓對面 | ■三國蘆原線 | 下行     | 三國方面 | 平日及星期六早上開往福井的區間車由本月台開出         |
| 車站大樓一方 | ■三國蘆原線 | 上行     | 福井方向 |                                                      |
| 外側         | 停止使用    | 停止使用 | 停止使用 | 該月台曾經用作丸岡線（1968年廢止）(丸岡、本丸岡方向) |

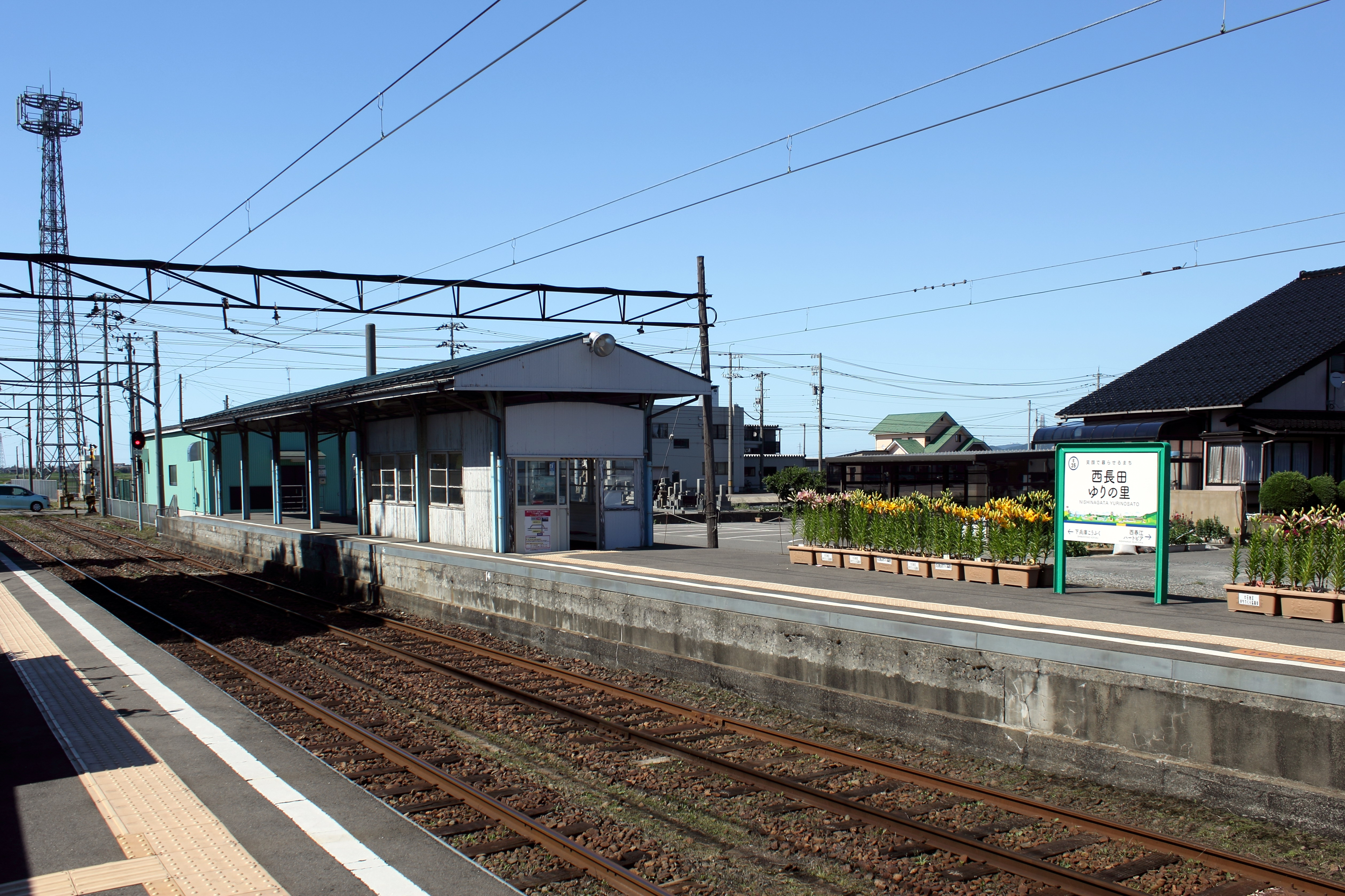
月台
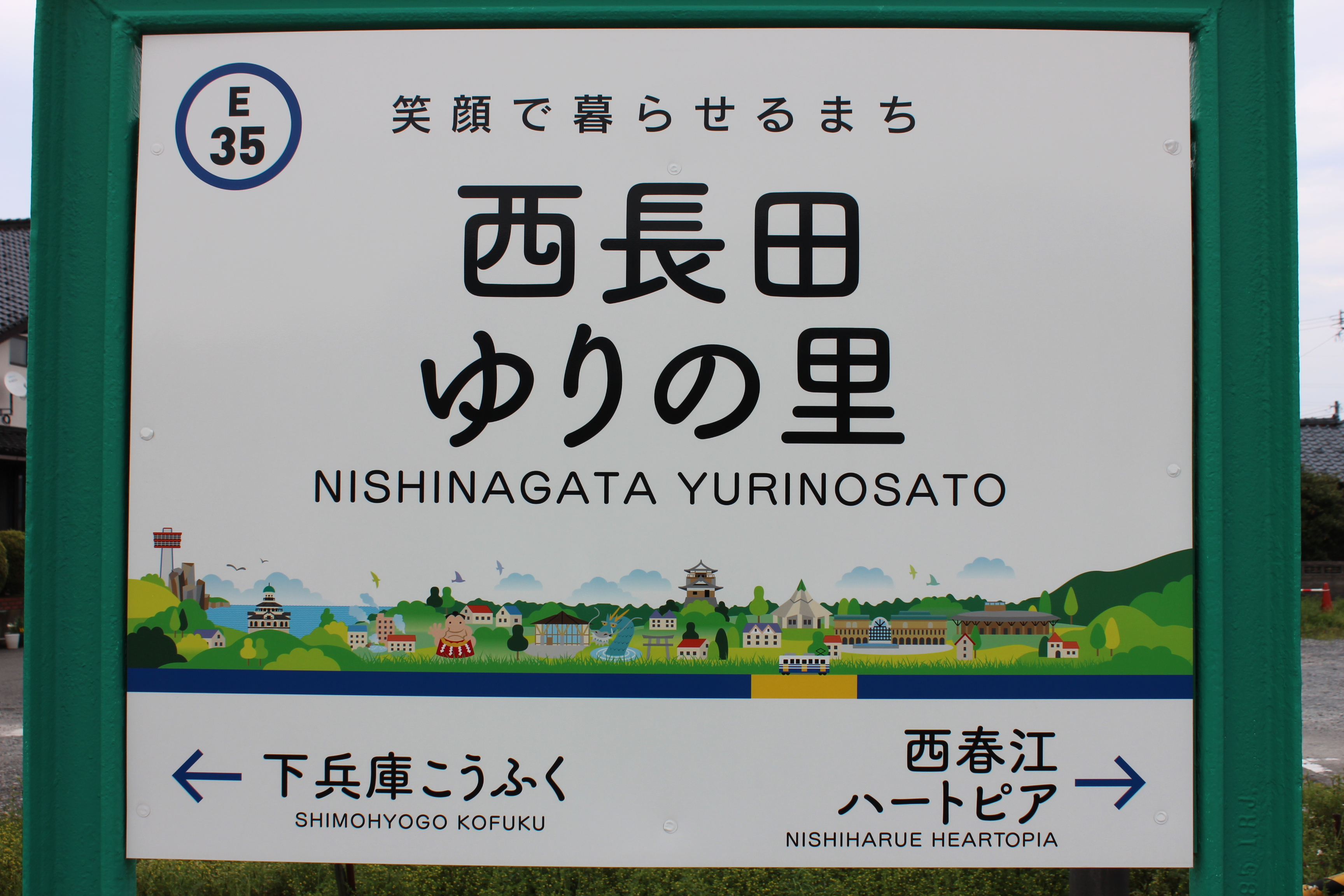
站名牌（坂井市內各站樣式）

## 使用狀況
在「令和4年坂井市統計年報」中，以下為1日平均乘車人次：
| 乘車人次變化 | 乘車人次變化 |
| 年度         | 1日平均人次  |
| ------------ | ------------ |
| 2007年       | 123          |
| 2008年       | 135          |
| 2009年       | 130          |
| 2010年       | 128          |
| 2011年       | 126          |
| 2012年       | 148          |
| 2013年       | 150          |
| 2014年       | 160          |
| 2015年       | 165          |
| 2016年       | 153          |
| 2017年       | 151          |
| 2018年       | 164          |
| 2019年       | 169          |
| 2020年       | 129          |
| 2021年       | 137          |

## 車站周邊
車站位於農村地帶，可於車站看到田園風景。西春江Heartpia站南處為春江町中心。
為了方便乘客前往福井科技港工業地帶，於此站設有Keikan的士乘合的士「科技港號」，以及前往春江東部地區事業所的「便利君」巴士。上述兩種服務只於平日行走。同時以預約巴士的行式行走，乘車前需要事前預約。
- 坂井市立大石小學
- 百合之里公園（日语：ゆりの里公園） - 車站改名時的由來[12]。

## 相鄰車站
越前鐵道
■三國蘆原線
□快速（只有上行班次）、■普通
西春江Heartpia（E34）－西長田百合之里（E35）－下兵庫幸福（E36）

### 曾經存在的路線
京福電氣鐵道
丸岡線
東長田－西長田
- 站名取自廢止業時的名字。

## 注腳
1. 1 2 3  川島 2010，第84頁.
2. ↑  朝日 2011，第8頁.
3. ↑  京福 2003，第27頁.
4. 1 2  京福 2003，第29頁.
5. ↑  京福 2003，第33頁.
6. ↑  朝日 2011，第22頁.
7. 1 2 3 4  朝日 2011，第9頁.
8. ↑  京福 2003，第34頁.
9. ↑  京福 2003，第143頁.
10. ↑  安田・松本 2017，第10頁.
11. ↑   (PDF). 坂井市秘書広報課: 2–3. 2017-03-09  [2021-07-18]. （原始内容存档 (PDF)于2021-07-17） （日语）.
12. 1 2  . 產經新聞. 2017-02-24  [2021-07-18]. （原始内容存档于2021-12-21） （日语）.
13. 1 2 3  . 日本旅行. 2017-05-19  [2019-10-03]. （原始内容存档于2021-10-10） （日语）.
14. ↑   (PDF). 坂井市秘書広報課: 5. 2021-05-12  [2021-07-18]. （原始内容存档 (PDF)于2021-05-14） （日语）.
15. ↑  . 中日新聞. 2021-04-06  [2021-04-07]. （原始内容存档于2021-04-07） （日语）.
16. ↑  えちぜん鉄道と福井鉄道 交通系ＩＣカード導入１０月１１日〜 （页面存档备份，存于），NHK News，2024年9月22日。
17. ↑  えちぜん鉄道と福井鉄道が交通系ICカード導入　10月11日からICOCA、Suicaなどでキャッシュレス決済対応 （页面存档备份，存于），福井新聞，202年9月7日。
18. ↑  「15.交通・通信」，令和4年坂井市統計年報，第106頁 （页面存档备份，存于）。
19. ↑  國土數値情報　駅別乗降客數データ （页面存档备份，存于） - 統計情報リサーチ，2024年2月9日閱覽。
20. 1 2   (PDF). 坂井市情報企画課. 2019-06-04  [2020-06-14]. （原始内容 (PDF)存档于2020-11-08） （日语）.
21. ↑  テクノポート号 （页面存档备份，存于）（日語） - 越前鐵道
22. ↑  春江東部企業デマンドバス ベンリくん （页面存档备份，存于）（日語） - 越前鐵道

## 外部連結
- 西長田百合之里站 （页面存档备份，存于）（日語） - 越前鐵道